# Michał Kłusak
Michał Kłusak (ur. 20 lipca 1990 w Zakopanem) – polski olimpijczyk, narciarz alpejski specjalizujący się w zjeździe i supergigancie, reprezentant Polski podczas Zimowych Igrzysk Olimpijskich 2018 w południowokoreańskim Pjongczangu. 

## Osiągnięcia sportowe
- Mistrzostwa Świata w Narciarstwie Alpejskim 2013 (Schladming, Austria) – 34. miejsce w zjeździe
- Mistrz Polski 2012 w supergigancie, 3. miejsce w superkombinacji
- Mistrzostwa Świata w Narciarstwie Alpejskim 2011 (Garmisch-Partenkirchen, Niemcy) – 27. miejsce w superkombinacji
- Mistrzostwa Świata Juniorów w Narciarstwie Alpejskim 2010 (Mont Blanc, Francja) – 14. miejsce w kombinacji
- multimedalista Mistrzostw Polski Juniorów